# 리처드 크로커
리처드 웰스티드 "보스" 크로커 시니어(Richard Welstead "Boss" Croker Sr.: 1843년 11월 24일 ~ 1922년 4월 29일)는 아일랜드계 미국인 정치인이다. 정치기계 태머니 홀의 대추장을 역임한 보스정치인이었다.
1843년 11월 24일 코크주 클로내킬티 읍에서 남쪽으로 6마일 떨어진 아르드필드 교구의 발리바 면에서 에이르 쿠트 크로커(Eyre Coote Croker: 1800년-1881년)와 프란세스 로라 웰스테드(Frances Laura Welsted: 1807년-1894년) 부부의 아들로 태어났다. 2살 때 부모를 따라 미국으로 이주했다.
크로커가의 미국 이주는 일반적인 아이리시 디아스포라와는 그 양상이 전혀 달랐다. 크로커가는 개신교 집안이었으며, 가난한 소작농도 아니었다. 에이르 크로커는 아르드필드에 자기 땅을 보유한 지주였다. 미국에 상륙한 에이르 크로커는 자격증은 없었지만 일반 지식만 가지고 마의(馬醫)가 되었고, 미국 내전이 발발하자 대니얼 시클스 장군의 기병대에서 수의관 노릇을 했다.
리처드 크로커는 뉴욕(당시에는 뉴욕 군이 존재했음)에서 공립학교를 다녔다. 1863년 의용소방대에 들어갔다가 원동기회사의 엔지니어가 됨으로써 사회생활을 시작했다. 민주당에 입당해 정치인이 된 크로커는 1868년-1870년에 시참사의원을, 1873년-1876년에는 뉴욕 군 검시관(오늘날의 뉴욕 시 검시관의 전신)을, 1889년-1890년에는 시정 회계관을 지냈다.

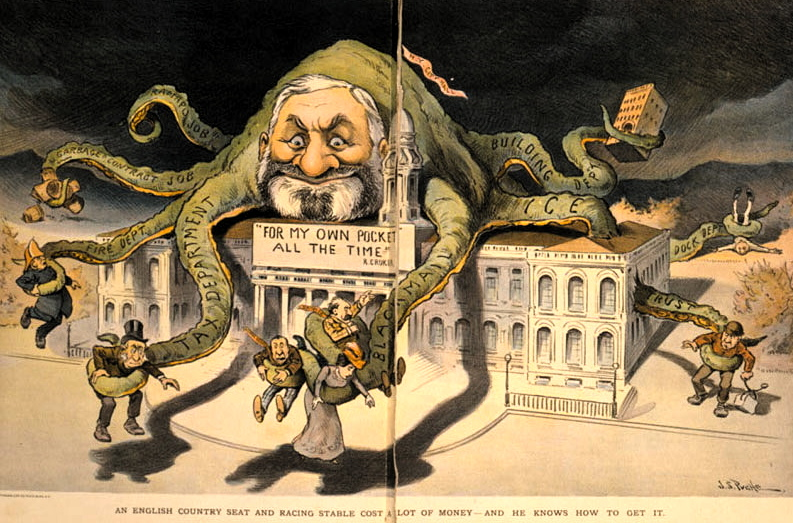
문어로 풍자된 크로커

존 켈리가 사망하자 태머니 홀의 대추장이 되었으며, 상당기간 조직을 완전히 장악했다. 태머니의 수괴로서 크로커는 창관, 주점, 불법도박장으로부터 뇌물을 받았다. 찰스 헨리 파크허스트가 태머니의 부패를 공격했을 때도 크로커는 살아남았고, 부당이득으로 부자가 되었다.
1897년 시장 선거에서 로버트 앤더슨 밴 와이크를 당선시킨 것이 크로커의 최대의 정치적 성공이었다. 밴 와이크는 그 임기 내내 태머니의 꼭두각시로 여겨졌고, 모두들 크로커가 뉴욕 시정을 완전히 장악했다고 생각했다. 1900년 미국 대통령 선거에서 뉴욕이 공화당에게 넘어가고 이듬해인 1901년 또다른 꼭두각시 에드워드 모스 셰퍼드가 뉴욕 시장 선거에서 낙선하자 크로커의 영향력은 실추되었다. 크로커는 모든 직책에서 사임했고 루이스 닉슨이 후임 대추장이 되었다. 크로커는 1905년 미국을 출국했다. 이후 유유자적 살다가 1922년 아일랜드 더블린에서 죽었다.
1914년 아내와 사별하자 71세의 나이로 40세 연하의 여자와 재혼했다. 죽고 남은 재산이 300-500만 달러 정도였는데 모두 후처에게 상속되었고, 전처 소생의 일곱 자식에게는 한 푼도 돌아가지 않았다. 자식들은 계모가 부친 외에 다른 남자와 중혼 상태였으니 이 상속이 무효라고 주장하며 소송했으나, 그 중혼 상대라는 남자의 존재를 입증하는 데 실패해 패소했다. 크로커는 죽기 직전 천주교로 개종했다. 하지만 이것이 자식들에게 유산을 남기지 않은 것과 어떤 관계가 있는지는 불명확하다.